# Talenkauen
A Talenkauen (tehuelche eredetű nevének jelentése 'kis koponya', az aránylag kis koponyára utalva) a bazális iguanodontia dinoszauruszok egyik neme, amely a késő kréta kor maastrichti korszakából, a Pari Aike-formációból, az argentínai Santa Cruz tartománybeli Viedma-tó közeléből vált ismertté. Holotípusa az MPM-10001 katalógusszámú lelet, egy részlegesen összefüggő csontváz, melynek koponyája hátsó része, farka és kezei hiányoznak. A legszokatlanabb jellemzői a bordák mellett levő vékony mineralizálódott lemezek.

## Anatómia

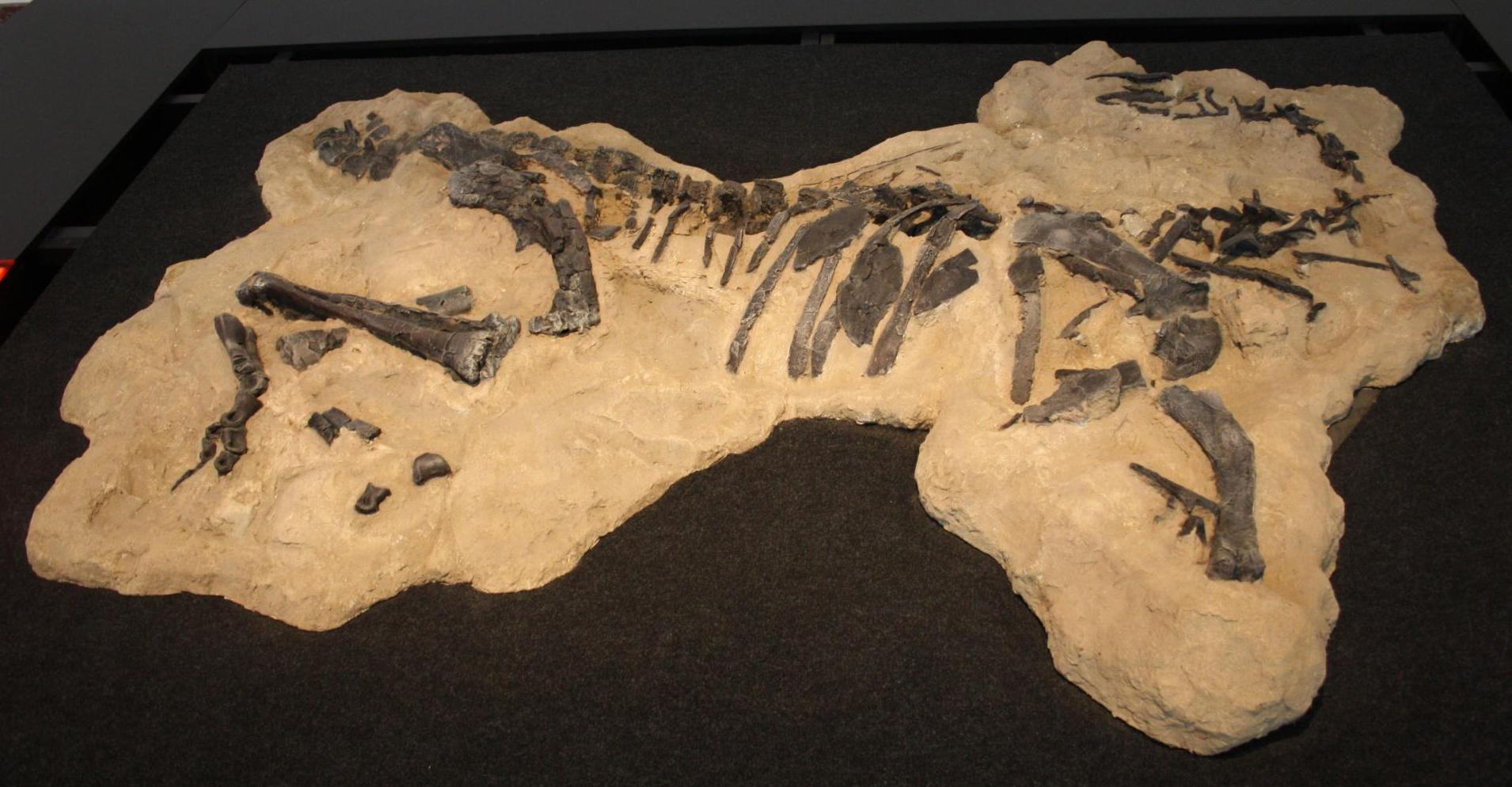
A Talenkauen fosszíliája

A Talenkauen alakját és felépítését tekintve hasonlított a Dryosaurusra, de a nyaka aránylag hosszabb volt. A test teljes hossza a becslés szerint nem haladta meg a 4 métert. A fejlett iganodontiáktól eltérően még voltak (premaxilláris) fogai a csőre elején, a hátsó lába pedig négy ujjban végződött. A fejlettebb iguanodontiák első lábujja elveszett, csak a három középső maradt meg. A felkarcsont izomtapadási területei más dél-amerikai ornithopodákra, például a Notohypsilophodonra és az Anabisetiára is jellemzően kisebbek voltak. Ez a dél-amerikai ornithopodákhoz való további hasonlóságokkal együtt arra utal, hogy a déli félgömb ornithopodái elkülönülő csoportot alkottak, de a szerzők arra figyelmeztetnek, hogy a bizonyítékok összessége ilyen értelmezést nem tesz lehetővé. A szerzők kladisztikus elemzés révén az új nemet a Dryosaurusnál és az Anabisetiánál fejletlenebbnek, a Tenontosaurusnál és a Gasparinisauránál azonban fejlettebbnek találták. Később a Macrogryphosaurus és a Talenkauen között az előbbi nem leírásának szerzői rokoni kapcsolatot állapítottak meg, és a két nem számára létrehozták az Elasmaria kládot.

### Mineralizálódott lemezek

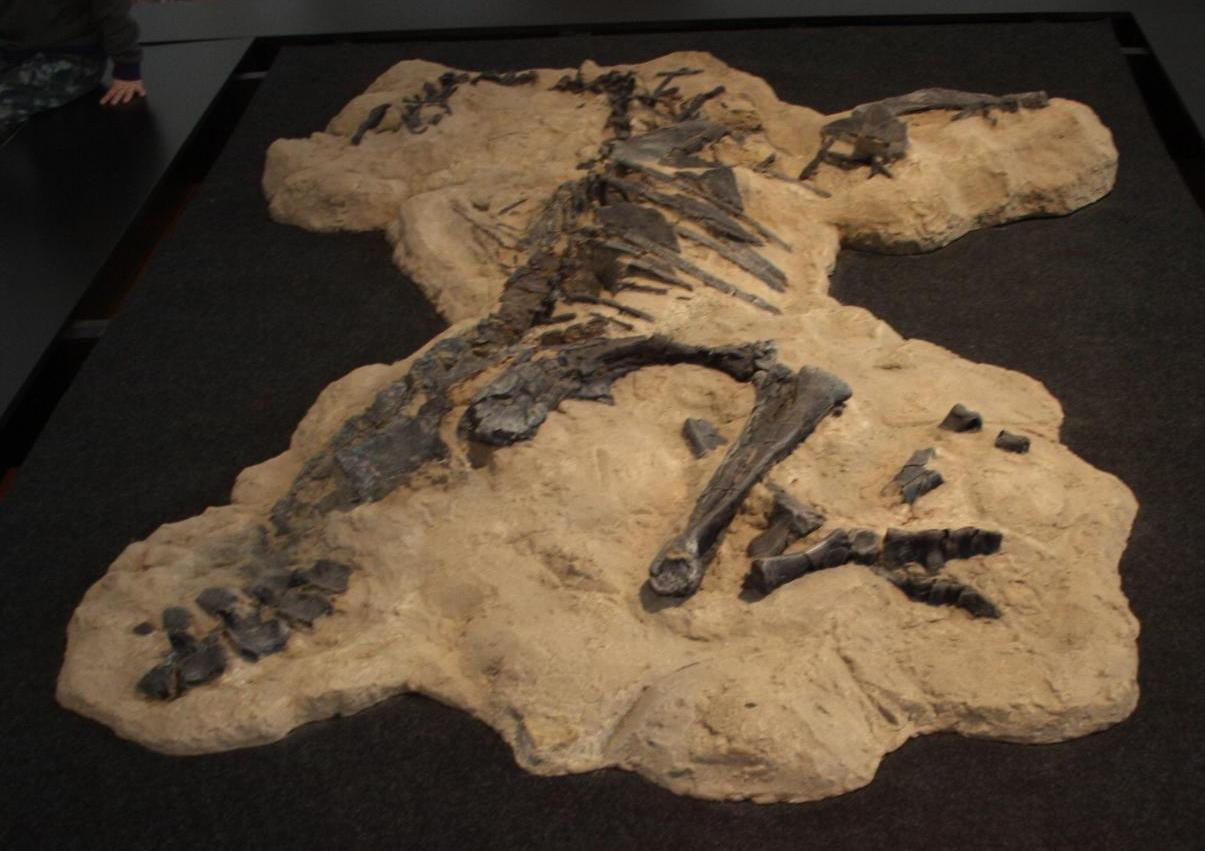
A Talenkauen fosszíliája más nézetből

A Talenkauen legegyedibb jellegzetessége egy sor sima ovális lemez, melyek a bordák oldalai mentén helyezkednek el. Ezek a lemezek (180 milliméter) hosszúak, de nagyon vékonyak (a vastagságuk csak 3 milliméter). Legalább az első nyolc borda középső részénél megtalálhatók, lapjukkal a csont felé fordulva. Hasonló lemezek, többek között a Hypsilophodonnál, az Othnielosaurusnál, a Parksosaurusnál, a Thescelosaurusnál és a (szintén Argentínából, bár korábbi rétegekből származó), feltehetően a rokonságába tartozó Macrogryphosaurusnál is ismertté váltak. A lemezek, töredékes voltuk miatt, és azért, mert az élő állatban nem mindegyikük vált csonttá, talán jóval elterjedtebbek voltak, mint ahogy az jelenleg ismert. Fernando Novas és kollégái kijelentették, hogy a lemezek homológok a processus uncinatusokkal, a sávszerű csontos kinövésekkel, melyek különféle állatok, például a hidasgyík, a krokodilok, a madarak és egyes maniraptora theropodák
bordáin találhatók. A madaraknál e kinövések a mellkas izmaival együtt a levegő tüdőkbe való áramoltatását segítik, Novas és kollégái pedig úgy vélték, hogy a Talenkauen lemezei hasonló célt szolgáltak. Ezt a homológiát Richard Butler és Peter Galton újabb keletű tanulmánya, a lemezek alakja alapján elvetette. A lemezek túl vékonyak voltak, és az elhelyezkedésük is előnytelen volt ahhoz, hogy igazán hatékony védelmi eszközként szolgáljanak.

## Ősbiológia
A Talenkauen bazális iguanodontiaként egy kis, két lábon járó növényevő volt. A Pari Aike-formációból származó egyéb dinoszauruszok közé tartozik az óriás titanosaurus, a Puertasaurus és a ragadozó neovenatorida, az Orkoraptor.

## Fordítás
Ez a szócikk részben vagy egészben a Talenkauen című angol Wikipédia-szócikk ezen változatának fordításán alapul.  Az eredeti cikk szerkesztőit annak laptörténete sorolja fel. Ez a jelzés csupán a megfogalmazás eredetét és a szerzői jogokat jelzi, nem szolgál a cikkben szereplő információk forrásmegjelöléseként.